# LEGEND ARCHIVES
LEGEND ARCHIVES（レジェンド・アーカイブス）は、日本の出版社、チクマ秀版社から刊行されていた漫画の叢書。創刊の2005年5月のみ三冊、以降2005年から2006年までほぼ一月に一冊、多くても二冊出版された。高橋聡が企画、スーパーバイズ、ディレクションを担い、世に埋もれている名作を判型はA5 、ソフトカバーで刊行した。高橋はこの叢書の終了後、光文社の光文社コミック叢書SIGNALを企画している。

## 一覧
- 坂口尚『月光シャワー SF作品集』2005年5月
- 水木しげる『悪魔くん世紀末大戦』2005年5月
- 安彦良和『クルドの星』上下巻、2005年5月、6月
- 高寺彰彦『悪霊』2005年7月
- 滝沢一穂原作、近藤ゆたか作画『剛神 大江戸超神秘帖』2005年8月
- 湊谷夢吉『レジェンド 湊谷夢吉集成』第一集、第二集、2005年8月、9月
- 安彦良和『マラヤ』2005年11月
- とり・みき『山の音』2005年12月
- とり・みき『パシパエーの宴』2006年2月
- 星野之宣『妖女伝説 初期型』2006年3月
- 星野之宣『PILOTS 初期画集成』2006年4月
- とり・みき『トマソンの罠』2006年5月
- 高寺彰彦作、須永司共同原作共同脚本『ナムチ 臥竜解封録』2006年5月
- 吾妻ひでお『ときめきアリス 定本』2006年6月
- 吾妻ひでお『夜の帳の中で 吾妻ひでお作品集成』2006年8月
- 山本直樹『夜の領域 山本直樹ホラー作品集成』2006年8月